# Igor Alexandrowitsch Odinzow
Igor Alexandrowitsch Odinzow (russisch Игорь Александрович Одинцов; * 27. März 1937 in Simferopol, Krim; † 6. August 2020) war ein russischer Offizier und Bauingenieur. Er initiierte und leitete den Wiederaufbau des Königsberger Doms.

## Militärarchitekt und Dombaumeister
Als Soldat (zuletzt Oberst) der Sowjetarmee baute Odinzow Sanatorien, eine Brotfabrik und vor allem Kasernen, immer in sozialistischer Plattenbauweise. Nach der Perestroika, im Sommer 1992, unterzeichnete Juri Matotschkin, der Gouverneur der Oblast Kaliningrad, den Ukas 122: Der kriegszerstörte Dom sollte als „kulturell-musikalisches Zentrum“ der Stadt wiederaufgebaut werden.
Ohne Vorkenntnisse in Denkmalpflege und Backsteingotik, ohne Ausrüstung und Geld bewarb sich Odinzow um die Lizenz, gründete mit einigen Enthusiasten die Firma Kafedralnyj Sobor (Die Kathedrale) – und bekam den Zuschlag. Kaliningrader Kriegsveteranen schimpften Odinzow einen Verräter, der ein Symbol des Faschismus wiedererrichte. Deutsche Kunsthistoriker nannten ihn einen Dilettanten. Dennoch geriet der Wiederaufbau zu einem deutsch-russischen Gemeinschaftswerk. Zahllose Spenden, anfangs vor allem von ehemaligen Königsbergern, dann mehr und mehr von Russen und ihrem Präsidenten Putin, ermöglichten das „Wunder von Königsberg“. Als ein Hubschrauber der Baltischen Flotte 1994 die Turmhaube aufsetzte, gingen die Bilder um die Welt.

„Als wir damals anfingen, waren es fast nur die Stimmen der Kritiker, die laut zu hören waren. Hilfe hatten wir kaum, nur unseren Idealismus. Der Dom war das Schwerste, aber auch Schönste, was ich in meinem Leben machen durfte.“

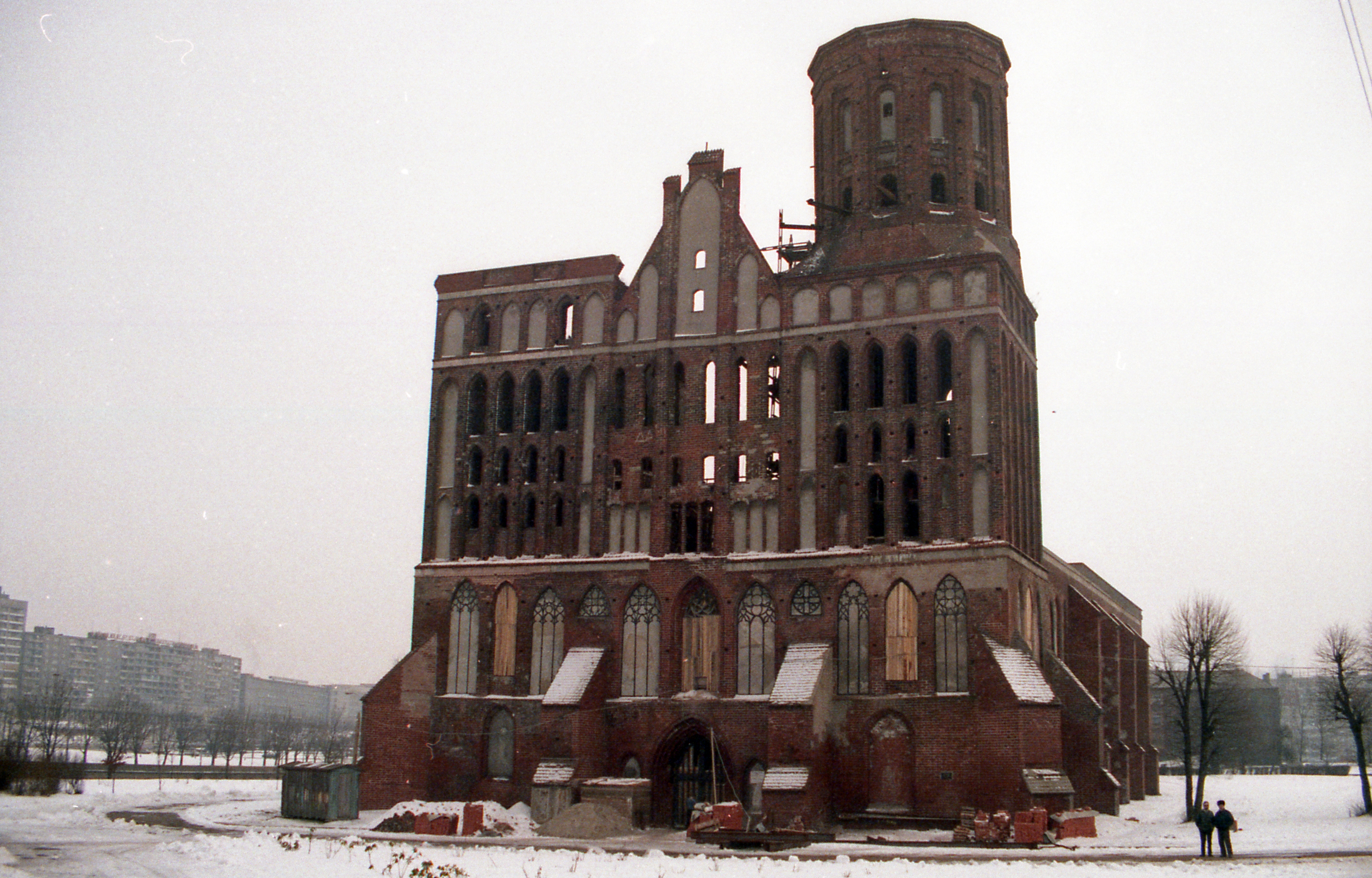
Dom von Kaliningrad 1993 am Beginn des Wiederaufbaus

Odinzows Unternehmen trägt noch heute die Wiederaufbauarbeit des Doms. Odinzow baute auch die Rotunde für das berühmte Denkmal Herzog Albrechts. Als Leiter des Kulturdenkmals Königsberger Dom betrieb Odinzow die Restaurierung der Wappenfenster und des Grabes von Herzog Albrecht. Er trieb auch den Bau der Schuke-Orgel nach dem Vorbild des Erfurter Doms voran, den Putin aus persönlichen Mitteln unterstützte.
Zu Kants Geburtstag am 22. April 2012 wurde von Odinzow und von Gerfried Horst, dem Vorsitzenden der Freunde Kants und Königsbergs, im Dom – der früheren Universitätskirche – eine Gedenktafel mit den Namen von 32 berühmten deutschen Gelehrten der Albertus-Universität Königsberg enthüllt, danach auch eine Tafel mit verstorbenen Professoren der Russländischen Immanuel-Kant-Universität, der Kaliningrader Nachfolgeuniversität.
Nach Odinzows Vorstellung soll ein alljährliches Wagner-Fest im Dom stattfinden.
Er starb am 6. August 2020.

## Ehrungen
- Königsberger Bürgermedaille
- Ehrenbürger Kaliningrads
- Europa Nostra (2008)
- Bundesverdienstkreuz am Bande (28. April 2011)